# Giải bóng đá vô địch quốc gia Guam 2014–15
 Giải bóng đá vô địch quốc gia Guam 2014–15, có tên chính thức là  Giải bóng đá vô địch quốc gia Guam Budweiser vì lý do tài trợ, là giải bóng đá ở Guam.
| XH | Đội                  | Tr | T  | H | T  | BT  | BB  | HS   | Đ  | Lên hay xuống hạng |
| -- | -------------------- | -- | -- | - | -- | --- | --- | ---- | -- | ------------------ |
| 1  | Rovers FC            | 18 | 14 | 2 | 2  | 125 | 34  | 91   | 44 | Cúp AFC 2015       |
| 2  | Strykers FC          | 18 | 14 | 2 | 2  | 90  | 25  | 65   | 44 |                    |
| 3  | Quality Distributors | 18 | 9  | 1 | 8  | 59  | 58  | 1    | 28 |                    |
| 4  | Guam Shipyard        | 18 | 8  | 2 | 8  | 61  | 38  | 23   | 26 |                    |
| 5  | Southern Cobras      | 18 | 6  | 2 | 10 | 75  | 61  | 14   | 20 |                    |
| 6  | Sidekicks FC         | 18 | 4  | 4 | 10 | 42  | 68  | −26  | 16 |                    |
| 7  | Doosan FC            | 18 | 1  | 1 | 16 | 15  | 183 | −168 | 4  |                    |